# 가메라 7 - 가메라 대 심해 괴물 지그라
가메라 7 - 가메라 대 심해 괴물 지그라(ガメラ対深海怪獣ジグラ, Gamera Vs. The Deep Sea Monster Zigra)는 일본에서 제작된 유아사 노리아키 감독의 1971년 SF 영화이다. 마나베 요시히코 등이 제작에 참여하였다.

## 출연
- 츠보치 미키코
- Gloria Zoellner
- 노다 케이이치

## 제작진
- 미술: 이노우에 아키라

### Mystery Science Theater 3000
- (영어) "Mystery Science Theater 3000" Gamera vs. Zigra (TV episode 1988) - 인터넷 영화 데이터베이스
- Episode guide: K07- Gamera vs. Zigra

1. 1 2  Galbraith IV 1994, 303쪽.